# Сражение при Арментьере (1914)
Сражение при Арментьере (англ. Battle of Armentières) — одно из серии сражений так называемого Бега к морю, которые определили линию Западного фронта осенью 1914 года. Битва проходила с 13 октября по 2 ноября между рекой Дув и линией между Эстером и Фумером. На юге она слилась с битвой при Ла-Бассе, на севере — с битвой при Мессине.
12 октября британскому III корпусу было приказано наступать к реке Лис от Сент-Омера, куда он прибыл 10 октября. Начало сражения принято считать 13 октября, когда III корпус обнаружил немцев, оборонявших сильную позицию на гребне позади небольшого ручья Метеренбеке. Просьба о помощи со стороны кавалерийского корпуса была отклонена, поскольку они также вели бой, и поэтому III корпус был вынужден начать лобовую атаку на немецкие позиции. После однодневного боя, который стоил III корпусу 708 потерь, немцы отступили. 
В тот же день до британцев дошли известия о том, что немцы оккупировали Лилль, что нанесло серьезный удар по общей британской стратегии, направленной на продвижение к северо-востоку от Лилля. Джон Френч по-прежнему был убежден, что перед британцами у немцев незначительные силы, и оставался в своём убежденнии до тех пор, пока немецкие атаки не начнутся в Ипре.
В течение следующих шести дней III корпус продолжал наступление. Он столкнулся с частями 6-й немецкой армии, которым 14 октября было приказано перейти к обороне, в то время как 4-я армия атаковала от Менина до побережья (эта атака переросла в битву на Изере и продолжилась в первой битве при Ипре.
15 октября III корпусу было приказано захватить Арментьер, отремонтировать мосты через Лис и подготовиться к наступлению на Лилль. Город был захвачен 17 октября, и наступление продолжалось до 19 октября.
Во время оставшейся части сражения британцы занимали оборону, столкнувшись с серией неоднократных, но безуспешных немецких атак. Арментьер оставался в руках британцев на протяжении всего сражения, хотя линия фронта была немного отодвинута назад. Самая крупная немецкая атака произошла 29 октября, в день начала боя при Гелувельте, самой успешной немецкой атаки при Ипре. 
Битва официально закончилась 2 ноября, когда опасность, исходящая от отступления кавалерийского корпуса после боев у Гелувельта, миновала, хотя бои на фронте у Арментьера продолжались в течение всего ноября. С 15 по 31 октября III корпус потерял 5779 человек: 2069 человек из 4-й дивизии и остальные из 6-й дивизии. Потери немцев в битве при Лилле 15–28 октября, включая территорию, защищаемую III корпусом, составили 11 300 человек.